# Archivolte
 (janvier 2013).

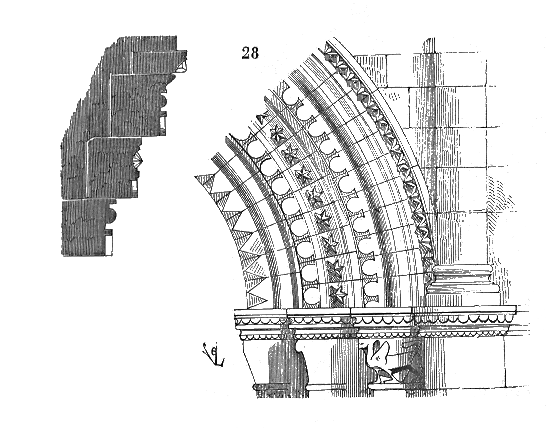
Dessin d'une archivolte de l'église de Surgères (Charente-Maritime).

Une archivolte est un ensemble de moulures plus ou moins ornementées qui couvrent l'arc ou la voussure d'une baie

## Description

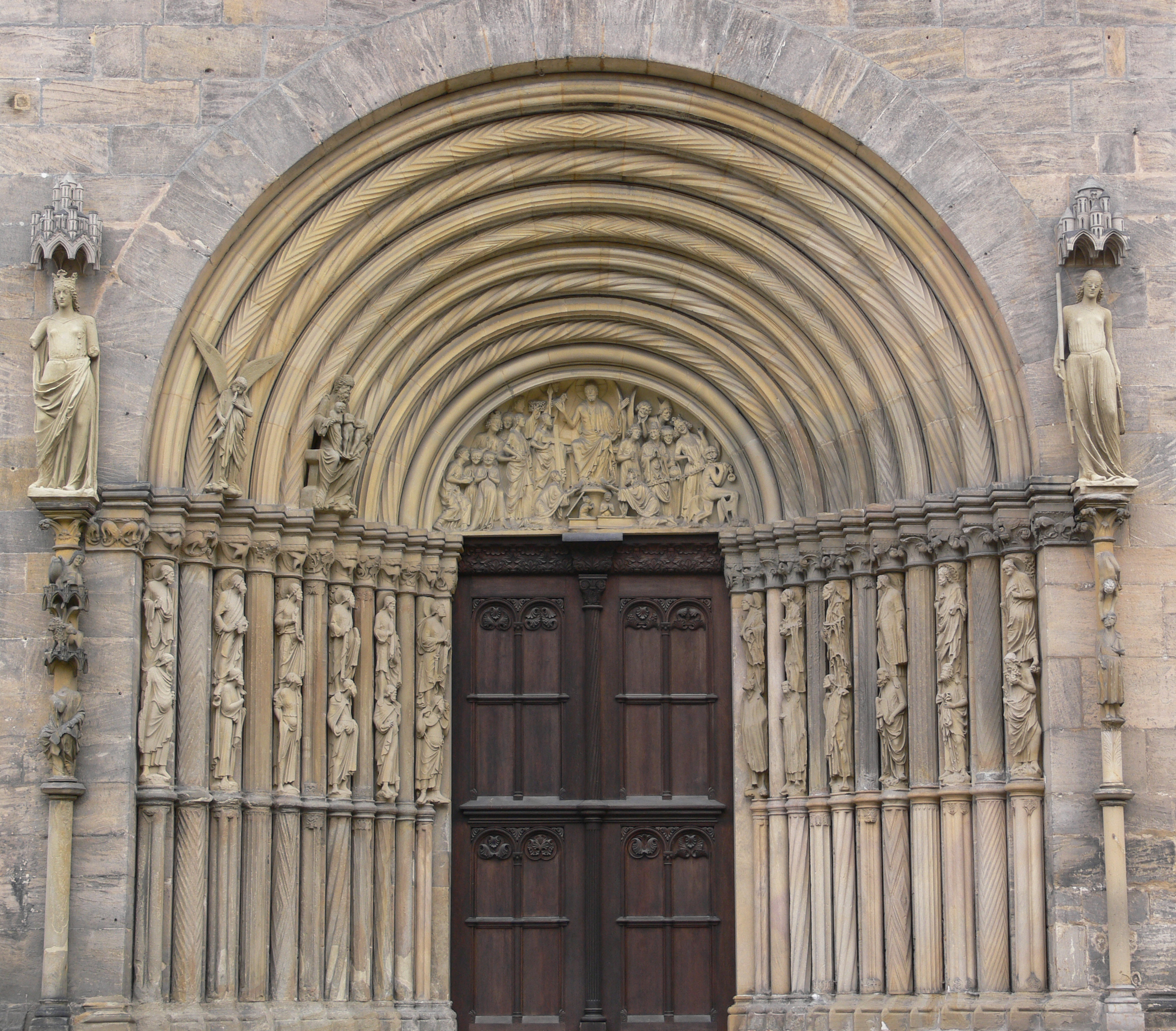
Archivolte du portail de la cathédrale de Bamberg (Allemagne).

Dans l'architecture de la Rome antique, l'archivolte était soumise aux mêmes règles que les ordres, ainsi selon Vignole l'archivolte toscane ne comptait qu'une seule bande, l'archivolte dorique en avait deux, et l'archivolte ionique et corinthien en avaient quant à elles trois. Les moulures des archivoltes imitaient alors bien souvent celles des architraves.
L'archivolte dite rustique, apparue à la Renaissance, est celle dont les moulures sont interrompues par une clef ainsi que par des bossages. 
Les arcs reposent sur des piliers, baies, portes ou fenêtres et supportent la charge des murs. D'abord en plein cintre, ils adoptent une courbe brisée (arc ogival) dès le commencement du XIIe siècle, ce qui permet une meilleure distribution du poids et donc des murs plus légers. Les archivoltes connaissent également des modifications. Elles se couvrent alors d'ornements et de moulures (dents-de-scie, billettes, pointes-de-diamant, rosaces, besants, oves, rinceaux, denticules, etc.) Le nombre de rangs de claveaux augmente, surtout sur les portails des églises afin de supporter la forte pression (arrivant jusqu'à trois rangs). Des épannelages rectangulaires abritent différentes figures et personnages. D'abord sculptés directement dans les voussures, ces ornements sont, à partir du XVe siècle, insérés dans les épannelages déjà prévus au moment de la pose des archivoltes.

## Liens externes

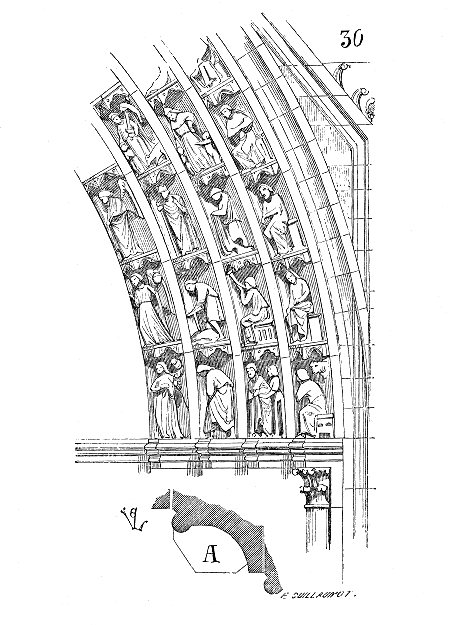
Cathédrale d'Amiens, exemple des épannelages avec des figures sculptées.